# Michael Tye
Michael Tye est un philosophe américain attaché à l'université du Texas à Austin qui a fait d'importantes contributions en philosophie de l'esprit. Formé à l'université d'Oxford en Angleterre, il étudie d'abord la physique puis la physique et la philosophie. Avant de s'installer au Texas, Tye enseigne au Haverford College dans la banlieue de Philadelphie et à l'université Temple à Philadelphie proprement dit. Il a également été professeur invité au King's College de Londres pendant une dizaine d'années consécutives et a brièvement occupé une chaise à l'université de St Andrews. Outre la philosophie de l'esprit, Tye s'intéresse aux sciences cognitives, à la métaphysique et à la logique philosophique, en particulier aux problèmes relatifs à l'identité floue (vagueness).
Aux côtés de Fred Dretske, Tye défend une conception representationaliste de la conscience.

## Ouvrages
- The Metaphysics of Mind (1989)
- The Imagery Debate (1991),  (ISBN 0-262-70073-5)
- Ten Problems of Consciousness (1995)  (ISBN 0-262-70064-6)
- Consciousness, Color, and Content (2000)  (ISBN 0-262-70088-3)
- Consciousness and Persons (2003)  (ISBN 0-262-20147-X)
- Consciousness Revisited: Materialism without Phenomenal Concepts (2009)

Tye est également l'auteur de nombreux articles dont quelques-uns sont disponibles sur son site http://www.michaeltye.us

## Source de la traduction
- (en) Cet article est partiellement ou en totalité issu de l’article de Wikipédia en anglais intitulé « Michael Tye (philosopher) » (voir la liste des auteurs).